# Normanton, Australien
Normanton är en ort i Australien. Den ligger i kommunen Carpentaria och delstaten Queensland, omkring 1 600 kilometer nordväst om delstatshuvudstaden Brisbane. Antalet invånare är 1 100.
Trakten runt Normanton är nära nog obefolkad, med mindre än två invånare per kvadratkilometer.. 
Omgivningarna runt Normanton är huvudsakligen savann. Genomsnittlig årsnederbörd är 956 millimeter. Den regnigaste månaden är januari, med i genomsnitt 263 mm nederbörd, och den torraste är augusti, med 1 mm nederbörd.

## Järnväg
Sydöst om ligger Croydon och städerna är förbundna med en 152 km lång järnväg, som byggdes mellan åren 1888 och 1891. Den saknar förbindelse med övriga australiensiska järnvägsnätet och enligt uppgift från lokala turistkontoret i Normanton är det den enda järnvägen i Australien som fortfarande har avstånden angivna i miles. Området är rikt på termiter och svämmas över under regntiden och man lade därför slipers av bockad järnplåt som rälsen skruvades fast vid, ett förfarande som anges vara unikt i världen. Slipersen angrips ej av termiter och de har stått emot översvämningarna så väl att i stort sett alla originalslipers finns kvar.
Syftet med järnvägen var att bygga en transkontinental sträckning för de nybyggarorter som uppstod i samband med guldupptäckter. I dag är det en turistjärnväg mellan städerna.